# Kiko Loureiro
Pedro Henrique Loureiro, detto Kiko (Rio de Janeiro, 16 giugno 1972), è un chitarrista brasiliano, noto per la sua militanza negli Angra e nei Megadeth.

## Biografia
Comincia a suonare una chitarra acustica all'età di undici anni. Ispirato da artisti come Eddie Van Halen, Jimmy Page, Jimi Hendrix, e Randy Rhoads, migra alla chitarra elettrica all'età di 13 anni. Al suo sedicesimo compleanno suona già in due band, Legalize e A Chave, nei nightclubs di San Paolo. A 19 anni entra a far parte degli Angra, gruppo power metal brasiliano, dove suona sino al 2017.
Con l'aumento di popolarità del power metal, Loureiro riscuote discreto successo sia con gli Angra che come artista solista. È conosciuto per la sua abilità con la chitarra, per aver scritto articoli ed essere apparso sulle copertine di riviste del settore come Cover Guitarra, Guitar & Bass, e Young Guitar.
In aggiunta ai suoi successi rock/metal, Loureiro ha suonato la chitarra in varie canzoni Eurobeat in collaborazione con Dave Rodgers, comprese Fevernova, Ring of Fire e The Road is on Fire.
Il 3 aprile 2015 viene confermata la sua partecipazione, insieme a quella di Chris Adler, nella nuova formazione dei Megadeth.
Nel settembre 2023 sospende la sua attività con i Megadeth a causa di problemi familiari mai resi noti pubblicamente; al suo posto, viene ingaggiato Teemu Mäntysaari. Il 20 novembre 2023, a seguito di una nota ufficiale sul sito della band, tale situazione viene prorogata anche per il tour che il gruppo porterà avanti nel 2024.
Il 28 novembre 2023, in un podcast condotto da Rafael Bittencourt, Kiko Loureiro ha dichiarato di non far più parte dei Megadeth.

## Tecnica chitarristica

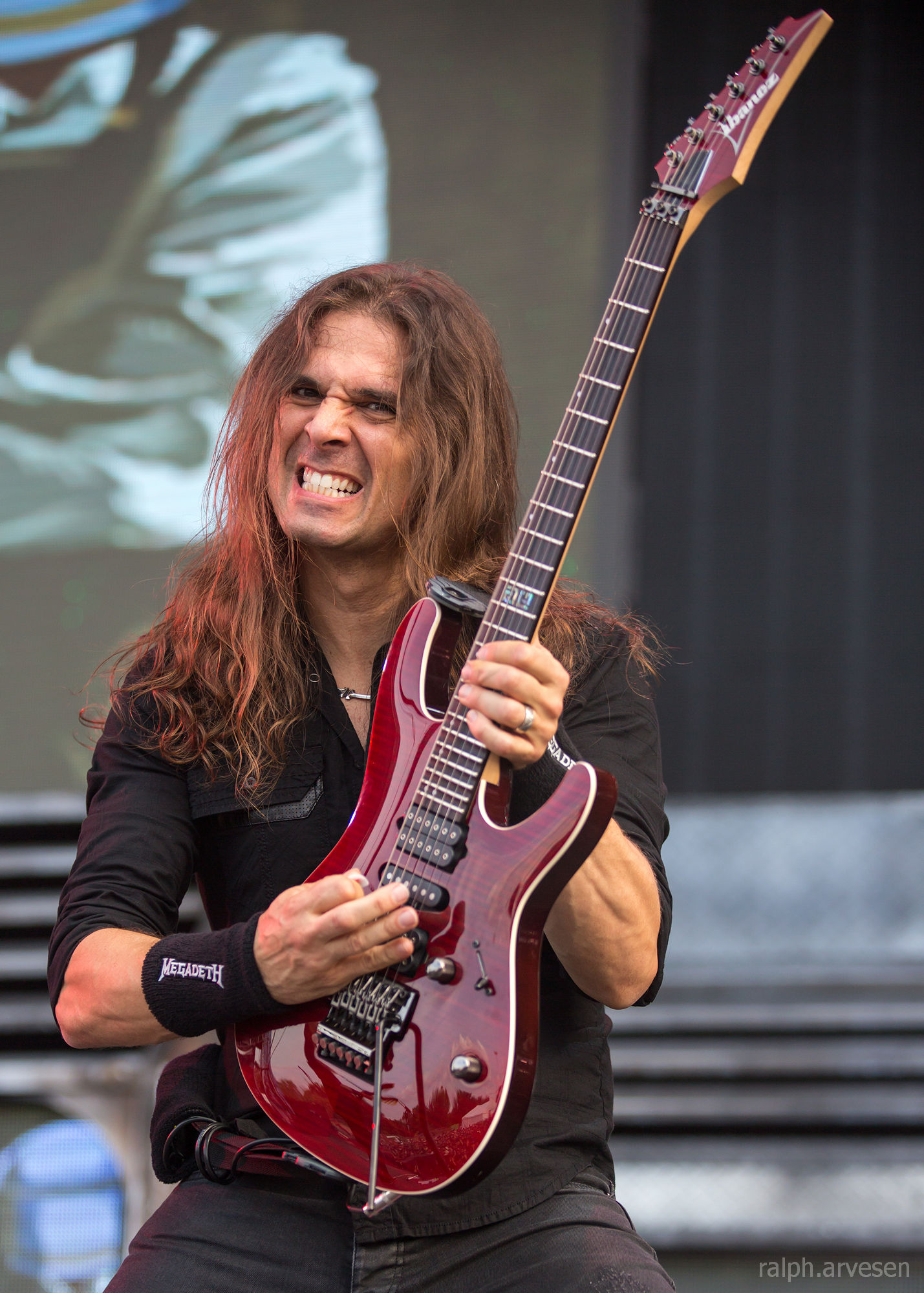
Kiko Loureiro con i Megadeth nel 2016

È dotato di una grande velocità di esecuzione, ma anche di precisione e pulizia, grazie alle quali è in grado di realizzare complicati unisoni insieme all'altro chitarrista degli Angra, Rafael Bittencourt. Tra le tecniche maggiormente utilizzate da Loureiro, vi sono forme di sweep picking che non sono necessariamente basate sulle note fondamentali degli accordi (come accade invece nella loro forma più semplice), ma comprendono anche note dissonanti o alterazioni dell'accordo, riproducendo in questo modo sonorità tipiche brasiliane e non solo. Inoltre Loureiro è in grado, utilizzando contemporaneamente entrambe le mani sulla tastiera della chitarra, di suonare contrappunti costruiti da due linee melodiche.

## Vita privata
Kiko Loureiro è sposato, dal 2011, con la pianista e tastierista finlandese Maria Ilmoniemi; dalla relazione sono nati tre figli: Livia, Dante e Stella. Dal 2016 ha scelto di diventare vegetariano.

## Discografia

### Da solista
- 2005 – No Gravity
- 2007 – Universo inverso
- 2009 – Fullblast
- 2012 – Sounds of Innocence
- 2020 – Open Source
- 2024 – Theory of Mind

### Con gli Angra
- 1993 – Angels Cry
- 1996 – Holy Land
- 1998 – Fireworks
- 2001 – Rebirth
- 2004 – Temple of Shadows
- 2006 – Aurora Consurgens
- 2010 – Aqua
- 2014 – Secret Garden

### Con i Megadeth
- 2016 - Dystopia
- 2022 - The Sick, The Dying... And The Dead!